# Marika Kobashi
Marika Kobashi (en japonés: 小橋マリカ, Kobashi Marika) (Prefectura de Kanagawa, 17 de julio de 2001) es una luchadora profesional japonesa conocida por su paso por la promoción Tokyo Joshi Pro-Wrestling.

## Carrera profesional

### Circuito independiente (2016-presente)

#### Tokyo Joshi Pro Wrestling (2016-presente)
Kobashi debutó como luchadora profesional en el TJPW Tokyo Joshi Pro Wrestling '16 el 4 de enero de 2016, donde formó equipo con Rika Tatsumi y derrotó a Azusa Takigawa y Erin en un tag team match. En Yes! Wonderland: Break Myself!, el 3 de mayo de 2018, Kobashi ganó su primer campeonato de la carrera, el Princess Tag Team Championship, al hacer equipo con Reika Saiki como "Muscle JK Strikers" y derrotar a Neo Biishiki-gun (Azusa Christie y Saki Akai). En Pinano Pipipipi Graduation Special el 5 de abril de 2019, Kobashi compitió en un gauntlet battle royal de 20 mujeres que también involucró a oponentes notables como Himawari Unagi, Mina Shirakawa y Natsumi Maki, entre otras.
En el TJPW Additional Attack del 17 de junio de 2021, Kobashi se enfrentó sin éxito a Hikari Noa por el International Princess Championship.

#### DDT Pro Wrestling (2016-presente)
Debido a que DDT y TJPW están asociados, Kobashi luchó en varios eventos promovidos por ellos. Uno de ellos fue el DDT Judgement. Hizo su primera aparición en Judgement 2016: DDT 19th Anniversary el 21 de marzo, donde compitió en un battle royal de 13 mujeres en el que también participaron Ai Shimizu, Shoko Nakajima, Yuu y otras. En cuanto a la rama de eventos DDT Peter Pan, Kobashi se apuntó su primer combate en Ryōgoku Peter Pan 2017 el 20 de agosto donde compitió en un rumble rules match por el Ironman Heavymetalweight Championship en el que también participaron Mizuki, Yuna Manase o Yuka Sakazaki.
En el CyberFight Festival 2021, un evento crossover de DDT, TJPW y Pro Wrestling Noah, promovido principalmente por CyberFight el 6 de junio, Kobashi formó equipo con Maki Itoh y Yuki Kamifuku como "Saitama Itoh Respect Army 2021" y consiguió una victoria sobre Hikari Noa, Mizuki y Yuki Arai por sumisión en un combate por equipos de seis mujeres.

## Campeonatos y logros
- DDT Pro-Wrestling
  - Ironman Heavymetalweight Championship (1 vez)[11]
- Tokyo Joshi Pro Wrestling
  - Princess Tag Team Championship (1 vez) – con Reika Saiki